# Penicillium lacus-sarmientei
Penicillium lacus-sarmientei är en svampart som beskrevs av C. Ramírez 1986. Penicillium lacus-sarmientei ingår i släktet Penicillium och familjen Trichocomaceae.   Inga underarter finns listade i Catalogue of Life.